# Саламатнур
Саламатнур — деревня в Куженерском районе Республики Марий Эл. Входит в состав Русскошойского сельского поселения.

## География
Находится в северо-восточной части республики Марий Эл на расстоянии приблизительно 23 км на юго-восток от районного центра посёлка Куженер.

## История
Известна с 1859 года, когда здесь было 26 дворов, 230 жителей. В 1874 году починок состоял из 52 дворов, в нём проживали 316 мари. В 1940 году в деревне было 50 дворов, проживало 370 человек, в 1960 году в деревне было 33 хозяйства и 147 человек. В 1989 году в деревне было 57 хозяйств, проживало 195 человек. В 2004 году в деревне было 46 дворов. В советское время работали колхозы «У Саламатнур», «Знамя» и «Чевер Ужара», позднее СХПК «Шой кундем».

## Население
Население составляло 125 человек (мари 99 %) в 2002 году, 109 в 2010.